# Un sol (álbum)
...Un Sol (también conocido en algunos países como 1 + 1 = 2 Enamorados) es el primer álbum de estudio debut de cantante mexicano Luis Miguel,  lanzado al mercado por EMI Music de México el 21 de enero de 1982.

## Antecedentes
Una vez que la familia Gallego Basteri se acomodó en Ciudad de México, y tiempo después, al ver Luisito Rey el potencial de la voz de Luis Miguel a sus 11 años, éste comienza a prepararlo para que lo acompañe a cantar en algunas de sus presentaciones.  El actor mexicano Andrés García (vecino de la familia Gallego y al cual Luis Miguel llamaba tío) invita a Luisito Rey a presentarse junto a su hijo en medio de un espectáculo que éste iba a realizar en un Cabaret en Ciudad Juárez, y en donde Luis Miguel debutaría frente a público de 600 personas aproximadamente cantando "La Malagueña" entre otros temas acompañado por su padre en la guitarra; en este mismo viaje, Luisito Rey y Luis Miguel se presentan en televisión en un programa doméstico del Canal 44 con el presentador Arnoldo Cabada de la O.
Al ver la reacción y aceptación inicial del público, Luisito Rey comienza a manejar y planear algunas de las presentaciones de su hijo con el fin de buscar algún proyecto musical para que inicie una carrera como cantante.
De regreso en Ciudad de México y gracias al acercamiento de Luisito Rey y su hermano José Manuel hacía el jefe de policía de esta ciudad Arturo Durazo Moreno; Luis Miguel fue entrevistado por el productor de Televisa Mario De La Piedra así como invitado a interpretar algunas canciones en la boda de Paulina López Portillo realizada en el Colegio Militar, hija del presidente de México en ese momento, José López Portillo; en ese evento estaban presentes David Stockling, Miguel Reyes y Jaime Ortiz Pino ejecutivos de la discográfica EMI en México.

## Realización y promoción
A mediados del año 1981 y una vez firmado el contrato con la disquera para la realización de dos discos, EMI y Luisito Rey (ya convertido en su representante) comenzaron a producir el disco para el nuevo artista, encargaron a José Enrique Okamura la producción del disco, con arreglos de Peque Rossino y canciones de muy diversos autores como Rubén Amado, Xavier Santos, Luisito Rey y Juan Gabriel entre otros.
El domingo 17 de enero se realizó la primera presentación de Luis Miguel en televisión nacional en el programa Siempre en domingo con Raúl Velasco interpretando las primeras canciones de su álbum debut "Hay un algo" y "1+1=2 enamorados".  El jueves 21 de enero de 1982, Rosi Esquivel (jefa de prensa) realizó el debut a la prensa del álbum "...Un sol" en las oficinas de EMI de la calle Río Balsas 49, en donde presentan a Luis Miguel como mexicano nacido en el puerto de Veracruz.
Para la promoción del álbum, Luis Miguel se presenta en diversos programas de televisión y radio, como la XEW, interpretando las canciones del álbum así como dando entrevistas, tanto en Ciudad de México como en diferentes ciudades de la República Mexicana, logrando así la aceptación del público y grandes ventas del material discográfico.
Cumpliendo el contrato firmado entre EMI y Luis Miguel, el álbum se editó en países de toda América Latina, en Estados Unidos y España.  En Chile y Argentina este álbum se promocionó con el nombre del primer sencillo 1+1=2 enamorados.  El álbum también se promocionó en Brasil y Portugal, para este objetivo se grabaron algunas canciones en portugués.

## Lista de canciones
| ...Un sol |                                              |                                                                                   |          |  |
| N.º       | Título                                       | Escritor(es)                                                                      | Duración |  |
| 1.        | «1+1=2 enamorados»                           | Rubén Amado · Javier Santos                                                       | 3:35     |  |
| 2.        | «Amor de escuela»                            | Octavio                                                                           | 3:08     |  |
| 3.        | «Tomemos los patines» (Prendiamo I Pattini*) | Maurizio Fabrizio · Riccardo Fogli · Guido Morra Adapt: al español: Miguel Medina | 3:10     |  |
| 4.        | «Hay un algo*»                               | Luisito Rey                                                                       | 3:19     |  |
| 5.        | «Lo que me gusta»                            | Juan Gabriel                                                                      | 2:47     |  |
| 6.        | «Balada para mi abuela*»                     | King Clave                                                                        | 2:45     |  |
| 7.        | «Mentira»                                    | Juan Gabriel                                                                      | 2:54     |  |
| 8.        | «El tiempo*»                                 | Luisito Rey                                                                       | 2:50     |  |
| 9.        | «Adolescente soñador»                        | Rubén Amado · Javier Santos                                                       | 3:01     |  |
| 27:29     |                                              |                                                                                   |          |  |

| Versión portuguesa |                            |                             |          |  |
| N.º                | Título                     | Escritor(es)                | Duración |  |
| 1.                 | «1 + 1 = Dois Apaixonados» | Rubén Amado y Javier Santos | 3:35     |  |
| 2.                 | «O Que Eu Gosto»           | Juan Gabriel                | 2:47     |  |
| 3.                 | «Mentira»                  | Juan Gabriel                | 2:54     |  |
| 4.                 | «Amor de Escola»           | Octavio                     | 3:08     |  |

## Créditos de realización
Dirección musical y arreglos por Chucho Ferrer excepto (*) Peque Rossino

## Ventas y certificaciones
| Territorio | Organismo certificador                        | Certificación       | Ventas certificadas | Ref.          |
| ---------- | --------------------------------------------- | ------------------- | ------------------- | ------------- |
| México     | AMPROFON                                      | 2× Platino + 3× Oro | 800 000             | [ 10 ] [ 10 ] |
| Brasil     | Asociación Brasileña de Productores de Discos | Oro                 | 100 000             | [ 13 ] [ 13 ] |